# Золотой глобус (премия, 1990)
47-я церемония вручения наград премии «Золотой глобус»

20 января 1990 года
Лучший фильм (драма): 

«Рождённый четвёртого июля»
Лучший фильм (комедия или мюзикл): 

«Шофёр мисс Дэйзи»
Лучший драматический сериал: 

«Чайна-Бич»
Лучший сериал (комедия или мюзикл): 

«Мерфи Браун»
Лучший мини-сериал или фильм на ТВ: 

«Одинокий голубь»
< 46-я Церемонии вручения 48-я >
47-я церемония вручения наград премии «Золотой глобус» за заслуги в области кинематографа и телевидения за 1989 год состоялась 20 января 1990 года в Beverly Hilton Hotel (Лос-Анджелес, Калифорния, США). Номинанты были объявлены 27 декабря 1989.

## Список лауреатов и номинантов
• Победители выделены отдельным цветом. 

### Игровое кино
Количество наград/номинаций:
- 4/5: «Рождённый четвёртого июля»
- 1/5: «Слава»
- 0/5: «Когда Гарри встретил Салли»
- 2/4: «Русалочка»
- 0/4: «Общество мёртвых поэтов» / «Делай как надо!»
- 3/3: «Шофёр мисс Дэйзи»
- 0/3: «Война Роузов» / «Ширли Валентайн» / «Секс, ложь и видео» / «Родители»
- 1/2: «Знаменитые братья Бейкеры» / «Стальные магнолии»
- 0/2: «Моя левая нога»
- 1/1: «Новый кинотеатр „Парадизо“»

| Категории                                | Лауреаты и номинанты                                                                                     | Лауреаты и номинанты                                                                   |
| ---------------------------------------- | --- | -------------------------------------------------------------------------------------- |
| Лучший фильм (драма)                     | • Рождённый четвёртого июля / Born on the Fourth of July (А. Китман Хо)                                  | • Рождённый четвёртого июля / Born on the Fourth of July (А. Китман Хо)                |
| Лучший фильм (драма)                     | • Преступления и проступки / Crimes and Misdemeanors (Роберт Гринхат)                                    |                                                                                        |
| Лучший фильм (драма)                     | • Общество мёртвых поэтов / Dead Poets Society (Стивен Хафт)                                             |                                                                                        |
| Лучший фильм (драма)                     | • Делай как надо! / Do the Right Thing (Спайк Ли)                                                        |                                                                                        |
| Лучший фильм (драма)                     | • Слава / Glory (Фредди Филдс)                                                                           |                                                                                        |
| Лучший фильм (комедия или мюзикл)        | • Шофёр мисс Дэйзи / Driving Miss Daisy                                                                  | • Шофёр мисс Дэйзи / Driving Miss Daisy                                                |
| Лучший фильм (комедия или мюзикл)        | • Русалочка (м/ф) / The Little Mermaid                                                                   |                                                                                        |
| Лучший фильм (комедия или мюзикл)        | • Война Роузов / The War of the Roses                                                                    |                                                                                        |
| Лучший фильм (комедия или мюзикл)        | • Ширли Валентайн / Shirley Valentine                                                                    |                                                                                        |
| Лучший фильм (комедия или мюзикл)        | • Когда Гарри встретил Салли / When Harry Met Sally…                                                     |                                                                                        |
| Лучший режиссёр                          | | • Оливер Стоун за фильм «Рождённый четвёртого июля»                                    |
| Лучший режиссёр                          | • Спайк Ли — «Делай как надо!»                                                                           |                                                                                        |
| Лучший режиссёр                          | • Роб Райнер — «Когда Гарри встретил Салли»                                                              |                                                                                        |
| Лучший режиссёр                          | • Питер Уир — «Общество мёртвых поэтов»                                                                  |                                                                                        |
| Лучший режиссёр                          | • Эдвард Цвик — «Слава»                                                                                  |                                                                                        |
| Лучшая мужская роль (драма)              | | • Том Круз — «Рождённый четвёртого июля» (за роль Рона Ковика)                         |
| Лучшая мужская роль (драма)              | • Дэниел Дэй-Льюис — «Моя левая нога» (за роль Кристи Брауна)                                            |                                                                                        |
| Лучшая мужская роль (драма)              | • Джек Леммон — «Отец» (за роль Джейка Тремонта)                                                         |                                                                                        |
| Лучшая мужская роль (драма)              | • Аль Пачино — «Море любви» (за роль детектива Фрэнка Келлера)                                           |                                                                                        |
| Лучшая мужская роль (драма)              | • Робин Уильямс — «Общество мёртвых поэтов» (за роль Джона Китинга)                                      |                                                                                        |
| Лучшая женская роль (драма)              | | • Мишель Пфайффер — «Знаменитые братья Бейкеры» (за роль Сьюзи Диамонд)                |
| Лучшая женская роль (драма)              | • Салли Филд — «Стальные магнолии» (за роль Мэлинн Итэнтон)                                              |                                                                                        |
| Лучшая женская роль (драма)              | • Джессика Лэнг — «Музыкальная шкатулка» (за роль Энн Тэлбот)                                            |                                                                                        |
| Лучшая женская роль (драма)              | • Энди Макдауэлл — «Секс, ложь и видео» (за роль Энн Бишоп Маллани)                                      |                                                                                        |
| Лучшая женская роль (драма)              | • Лив Ульман — «Розовый сад» (за роль Габриелы Фройнд)                                                   |                                                                                        |
| Лучшая мужская роль (комедия или мюзикл) | | • Морган Фримен — «Шофёр мисс Дэйзи» (за роль Хоука Колберна)                          |
| Лучшая мужская роль (комедия или мюзикл) | • Билли Кристал — «Когда Гарри встретил Салли» (за роль Гарри Бёрнса)                                    |                                                                                        |
| Лучшая мужская роль (комедия или мюзикл) | • Майкл Дуглас — «Война Роузов» (за роль Оливера Роуза)                                                  |                                                                                        |
| Лучшая мужская роль (комедия или мюзикл) | • Стив Мартин — «Родители» (за роль Гила Бакмена)                                                        |                                                                                        |
| Лучшая мужская роль (комедия или мюзикл) | • Джек Николсон — «Бэтмен» (за роль Джека Напье / Джокера)                                               |                                                                                        |
| Лучшая женская роль (комедия или мюзикл) | | • Джессика Тэнди — «Шофёр мисс Дэйзи» (за роль мисс Дэйзи Вортон)                      |
| Лучшая женская роль (комедия или мюзикл) | • Полин Коллинз — «Ширли Валентайн» (за роль Ширли Валентайн-Брэдшоу)                                    |                                                                                        |
| Лучшая женская роль (комедия или мюзикл) | • Мег Райан — «Когда Гарри встретил Салли» (за роль Салли Олбрайт)                                       |                                                                                        |
| Лучшая женская роль (комедия или мюзикл) | • Мерил Стрип — «Дьяволица» (за роль Мэри Фишер)                                                         |                                                                                        |
| Лучшая женская роль (комедия или мюзикл) | • Кэтлин Тёрнер — «Война Роузов» (за роль Барбары Роуз)                                                  |                                                                                        |
| Лучший актёр второго плана               | Дензел Вашингтон                                                                                         | • Дензел Вашингтон — «Слава» (за роль рядового Трипа)                                  |
| Лучший актёр второго плана               | Дензел Вашингтон                                                                                         | • Дэнни Айелло — «Делай как надо!» (за роль Сэла)                                      |
| Лучший актёр второго плана               | Дензел Вашингтон                                                                                         | • Марлон Брандо — «Сухой белый сезон» (за роль Иэна МакКэнзи)                          |
| Лучший актёр второго плана               | Дензел Вашингтон                                                                                         | • Шон Коннери — «Индиана Джонс и последний крестовый поход» (за роль Генри Джонса ст.) |
| Лучший актёр второго плана               | Дензел Вашингтон                                                                                         | • Эд Харрис — «Стилет» (за роль Дэвида Флэннигана)                                     |
| Лучший актёр второго плана               | Дензел Вашингтон                                                                                         | • Брюс Уиллис — «Страна» (за роль Эмметта Смита)                                       |
| Лучшая актриса второго плана             | Джулия Робертс                                                                                           | • Джулия Робертс — «Стальные магнолии» (за роль Шелби Итэнтон Лэтчери)                 |
| Лучшая актриса второго плана             | Джулия Робертс                                                                                           | • Бриджит Фонда — «Скандал» (за роль Мэнди Рис-Дэвис)                                  |
| Лучшая актриса второго плана             | Джулия Робертс                                                                                           | • Бренда Фрикер — «Моя левая нога» (за роль миссис Браун)                              |
| Лучшая актриса второго плана             | Джулия Робертс                                                                                           | • Лора Сан Джакомо — «Секс, ложь и видео» (за роль Синтии Патрис Бишоп)                |
| Лучшая актриса второго плана             | Джулия Робертс                                                                                           | • Дайан Уист — «Родители» (за роль Хелен Бакмен)                                       |
| Лучший сценарий                          | | • Оливер Стоун — «Рождённый четвёртого июля»                                           |
| Лучший сценарий                          | • Нора Эфрон — «Когда Гарри встретил Салли»                                                              |                                                                                        |
| Лучший сценарий                          | • Кевин Жарр — «Слава»                                                                                   |                                                                                        |
| Лучший сценарий                          | • Спайк Ли — «Делай как надо!»                                                                           |                                                                                        |
| Лучший сценарий                          | • Том Шульман — «Общество мёртвых поэтов»                                                                |                                                                                        |
| Лучший сценарий                          | • Стивен Содерберг — «Секс, ложь и видео»                                                                |                                                                                        |
| Лучшая музыка к фильму                   | | • Алан Менкен — «Русалочка»                                                            |
| Лучшая музыка к фильму                   | • Дэйв Грузин — «Знаменитые братья Бейкеры»                                                              |                                                                                        |
| Лучшая музыка к фильму                   | • Джеймс Хорнер — «Слава»                                                                                |                                                                                        |
| Лучшая музыка к фильму                   | • Эннио Морриконе — «Военные потери»                                                                     |                                                                                        |
| Лучшая музыка к фильму                   | • Джон Уильямс — «Рождённый четвёртого июля»                                                             |                                                                                        |
| Лучшая песня                             | • Under the Sea — «Русалочка» — музыка: Алан Менкен, слова: Ховард Эшман                                 | • Under the Sea — «Русалочка» — музыка: Алан Менкен, слова: Ховард Эшман               |
| Лучшая песня                             | • After All — «Шансы есть» — музыка: Том Сноу, слова: Дин Питчфорд                                       |                                                                                        |
| Лучшая песня                             | • I Love To See You Smile — «Родители» — музыка и слова: Рэнди Ньюман                                    |                                                                                        |
| Лучшая песня                             | • Kiss the Girl — «Русалочка» — музыка: Алан Менкен, слова: Ховард Эшман                                 |                                                                                        |
| Лучшая песня                             | • The Girl Who Used To Be Me — «Ширли Валентайн» — музыка: Марвин Хэмлиш, слова: Алана и Мэрилин Бергман |                                                                                        |
| Лучший фильм на иностранном языке        | • Новый кинотеатр «Парадизо» / Nuovo cinema Paradiso (Италия)                                            | • Новый кинотеатр «Парадизо» / Nuovo cinema Paradiso (Италия)                          |
| Лучший фильм на иностранном языке        | • Камилла Клодель / Camille Claudel (Франция)                                                            |                                                                                        |
| Лучший фильм на иностранном языке        | • Иисус из Монреаля / Jésus de Montréal (Канада)                                                         |                                                                                        |
| Лучший фильм на иностранном языке        | • Жизнь с дядей / Живот са стрицем / Život sa stricem (Югославия)                                        |                                                                                        |
| Лучший фильм на иностранном языке        | • Женское дело / Une affaire de femmes (Франция)                                                         |                                                                                        |

### Телевизионные награды
| Категории                                                               | Лауреаты и номинанты                                                           | Лауреаты и номинанты                                                           |
| ----------------------------------------------------------------------- | ------------------------------------------------------------------------------ | ------------------------------------------------------------------------------ |
| Лучший телевизионный сериал (драма)                                     | • Чайна-Бич / China Beach                                                      | • Чайна-Бич / China Beach                                                      |
| Лучший телевизионный сериал (драма)                                     | • Полуночная жара / In the Heat of the Night                                   |                                                                                |
| Лучший телевизионный сериал (драма)                                     | • Закон Лос-Анджелеса / L.A. Law                                               |                                                                                |
| Лучший телевизионный сериал (драма)                                     | • Она написала убийство / Murder, She Wrote                                    |                                                                                |
| Лучший телевизионный сериал (драма)                                     | • Тридцать-с-чем-то / thirtysomething                                          |                                                                                |
| Лучший телевизионный сериал (драма)                                     | • Умник / Wiseguy                                                              |                                                                                |
| Лучший телевизионный сериал (комедия или мюзикл)                        | • Мерфи Браун / Murphy Brown                                                   | • Мерфи Браун / Murphy Brown                                                   |
| Лучший телевизионный сериал (комедия или мюзикл)                        | • Весёлая компания / Cheers                                                    |                                                                                |
| Лучший телевизионный сериал (комедия или мюзикл)                        | • Создавая женщину / Designing Women                                           |                                                                                |
| Лучший телевизионный сериал (комедия или мюзикл)                        | • Пустое гнездо / Empty Nest                                                   |                                                                                |
| Лучший телевизионный сериал (комедия или мюзикл)                        | • Золотые девочки / The Golden Girls                                           |                                                                                |
| Лучший телевизионный сериал (комедия или мюзикл)                        | • Чудесные годы / The Wonder Years                                             |                                                                                |
| Лучший мини-сериал или телефильм                                        | • Одинокий голубь / Lonesome Dove                                              | • Одинокий голубь / Lonesome Dove                                              |
| Лучший мини-сериал или телефильм                                        | • Я знаю, что моё имя Стивен / I Know My First Name Is Steven                  |                                                                                |
| Лучший мини-сериал или телефильм                                        | • Меня зовут Билл В. / My Name Is Bill W.                                      |                                                                                |
| Лучший мини-сериал или телефильм                                        | • Роу против Уэйда / Roe vs. Wade                                              |                                                                                |
| Лучший мини-сериал или телефильм                                        | • Малые жертвы / Small Sacrifices                                              |                                                                                |
| Лучшая мужская роль в телесериале (драма)                               | Кен Уол                                                                        | • Кен Уол — «Умник» (за роль Винни Террановы)                                  |
| Лучшая мужская роль в телесериале (драма)                               | Кен Уол                                                                        | • Корбин Бернсен — «Закон Лос-Анджелеса» (за роль Арни Беккера)                |
| Лучшая мужская роль в телесериале (драма)                               | Кен Уол                                                                        | • Гарри Хэмлин — «Закон Лос-Анджелеса» (за роль Майкла Кьюзака)                |
| Лучшая мужская роль в телесериале (драма)                               | Кен Уол                                                                        | • Кэрролл О’Коннор — «Полуночная жара» (за роль Уильяма О. «Билла» Гиллеспи)   |
| Лучшая мужская роль в телесериале (драма)                               | Кен Уол                                                                        | • Кен Олин — «Тридцать-с-чем-то» (за роль Майкла Стедмана)                     |
| Лучшая женская роль в телесериале (драма)                               |                                                                                | • Анджела Лэнсбери — «Она написала убийство» (за роль Джессики Флетчер)        |
| Лучшая женская роль в телесериале (драма)                               | • Дана Дилейни — «Чайна-Бич» (за роль Колин Мак-Мерфи)                         |                                                                                |
| Лучшая женская роль в телесериале (драма)                               | • Сьюзан Дей — «Закон Лос-Анджелеса» (за роль Грейс Ван Оуэн)                  |                                                                                |
| Лучшая женская роль в телесериале (драма)                               | • Джилл Айкенберри — «Закон Лос-Анджелеса» (за роль Энн Келси)                 |                                                                                |
| Лучшая женская роль в телесериале (драма)                               | • Мэл Харрис — «Тридцать-с-чем-то» (за роль Хоуп Мёрдок Стедман)               |                                                                                |
| Лучшая мужская роль в телесериале (комедия или мюзикл)                  |                                                                                | • Тед Дэнсон — «Весёлая компания» (за роль Сэма Мэлоуна)                       |
| Лучшая мужская роль в телесериале (комедия или мюзикл)                  | • Джон Гудмен — «Розанна» (за роль Дэна Коннера)                               |                                                                                |
| Лучшая мужская роль в телесериале (комедия или мюзикл)                  | • Джадд Хирш — «Дорогой Джон» (за роль Джона Лэйси)                            |                                                                                |
| Лучшая мужская роль в телесериале (комедия или мюзикл)                  | • Ричард Маллиган — «Пустое гнездо» (за роль доктора Гарри Уэстона)            |                                                                                |
| Лучшая мужская роль в телесериале (комедия или мюзикл)                  | • Фред Сэвидж — «Чудесные годы» (за роль Кевина Арнольда)                      |                                                                                |
| Лучшая женская роль в телесериале (комедия или мюзикл)                  |                                                                                | • Джейми Ли Кёртис — «Только любовь» (за роль Ханны Миллер)                    |
| Лучшая женская роль в телесериале (комедия или мюзикл)                  | • Кёрсти Элли — «Весёлая компания» (за роль Ребекки Хоув)                      |                                                                                |
| Лучшая женская роль в телесериале (комедия или мюзикл)                  | • Стефани Бичем — «Сестра Кейт» (за роль сестры Кэтрин «Кейт» Ламберт)         |                                                                                |
| Лучшая женская роль в телесериале (комедия или мюзикл)                  | • Кэндис Берген — «Мерфи Браун» (за роль Мерфи Браун)                          |                                                                                |
| Лучшая женская роль в телесериале (комедия или мюзикл)                  | • Трейси Ульман — «Шоу Трейси Ульман» (за роли разных персонажей)              |                                                                                |
| Лучший актёр в мини-сериале или телефильме                              | Роберт Дюваль                                                                  | • Роберт Дюваль — «Одинокий голубь» (за роль капитана Огастаса «Гаса» МакКри)  |
| Лучший актёр в мини-сериале или телефильме                              | Роберт Дюваль                                                                  | • Джон Гилгуд — «Война и воспоминание» (эпизоды: 8-12) (за роль Аарона Ястроу) |
| Лучший актёр в мини-сериале или телефильме                              | Роберт Дюваль                                                                  | • Бен Кингсли — «История Симона Визенталя» (за роль Симона Визенталя)          |
| Лучший актёр в мини-сериале или телефильме                              | Роберт Дюваль                                                                  | • Лейн Смит — «Последние дни» (за роль Ричарда Никсона)                        |
| Лучший актёр в мини-сериале или телефильме                              | Роберт Дюваль                                                                  | • Джеймс Вудс — «Меня зовут Билл В.» (за роль Билла Вилсона)                   |
| Лучшая актриса в мини-сериале или телефильме                            |                                                                                | • Кристин Лахти — «Бездомные» (за роль Зан Купер)                              |
| Лучшая актриса в мини-сериале или телефильме                            | • Фэрра Фосетт — «Малые жертвы» (за роль Дианы Даунс)                          |                                                                                |
| Лучшая актриса в мини-сериале или телефильме                            | • Холли Хантер — «Роу против Уэйда» (за роль Эллен Рассел / Джейн Доу)         |                                                                                |
| Лучшая актриса в мини-сериале или телефильме                            | • Джейн Сеймур — «Война и воспоминание» (эпизоды: 8-12) (за роль Натали Генри) |                                                                                |
| Лучшая актриса в мини-сериале или телефильме                            | • Лоретта Янг — «Леди в углу» (за роль Грейс Гатри)                            |                                                                                |
| Лучший актёр второго плана в телесериале, мини-сериале или телефильме   |                                                                                | • Дин Стоквелл — «Квантовый скачок» (за роль адмирала Альберта Калавичи)       |
| Лучший актёр второго плана в телесериале, мини-сериале или телефильме   | • Крис Бурк — «Жизнь продолжается» (за роль Чарльза «Корки» Тэчера)            |                                                                                |
| Лучший актёр второго плана в телесериале, мини-сериале или телефильме   | • Ларри Дрейк — «Закон Лос-Анджелеса» (за роль Бенни Стулвича)                 |                                                                                |
| Лучший актёр второго плана в телесериале, мини-сериале или телефильме   | • Томми Ли Джонс — «Одинокий голубь» (за роль Вудро Ф. Колла)                  |                                                                                |
| Лучший актёр второго плана в телесериале, мини-сериале или телефильме   | • Майкл Такер — «Закон Лос-Анджелеса» (за роль Стюарта Марковица)              |                                                                                |
| Лучшая актриса второго плана в телесериале, мини-сериале или телефильме | Эми Мэдиган                                                                    | • Эми Мэдиган — «Роу против Уэйда» (за роль Сары Веддингтон)                   |
| Лучшая актриса второго плана в телесериале, мини-сериале или телефильме | Эми Мэдиган                                                                    | • Анжелика Хьюстон — «Одинокий голубь» (за роль Клары Аллен)                   |
| Лучшая актриса второго плана в телесериале, мини-сериале или телефильме | Эми Мэдиган                                                                    | • Реа Перлман — «Весёлая компания» (за роль Карлы Тортелли)                    |
| Лучшая актриса второго плана в телесериале, мини-сериале или телефильме | Эми Мэдиган                                                                    | • Сьюзан Руттан — «Закон Лос-Анджелеса» (за роль Роксанны Мелман)              |
| Лучшая актриса второго плана в телесериале, мини-сериале или телефильме | Эми Мэдиган                                                                    | • Джули Соммарс — «Мэтлок» (за роль Джули Марч)                                |

### Специальные награды
| Награда                                                     | Лауреаты     | Лауреаты                                                      |
| ----------------------------------------------------------- | ------------ | ------------------------------------------------------------- |
| Премия Сесиля Б. Де Милля (Награда за вклад в кинематограф) | Одри Хепбёрн | • Одри Хепбёрн                                                |
| Мисс «Золотой глобус» 1990 (Символическая награда)          |              | • Кэтрин Крамер — (дочь режиссёра и продюсера Стэнли Крамера) |